# Kiesdrempel

Wereldkaart met de nationale kiesdrempels van lagerhuizen. Let op dat sommige landen mogelijk meer regels hebben voor het toekennen van zetels.
< 1
1–1,9
2–2,9
3–3,9
4–4,9
5–5,9
6–6,9
≥ 7

De kiesdrempel is het minimale aantal stemmen dat een politieke partij moet behalen bij een verkiezing om zetels te kunnen verkrijgen in een vertegenwoordigend orgaan, zoals het parlement. Partijen die minder dan een bepaald percentage van de stemmen halen, verkrijgen geen zetels en hebben dus geen recht op vertegenwoordiging. 
Dit staat in contrast met de fractiedrempel, die een minimum aantal zetels bepaalt dat een groep moet behalen om als fractie erkend te worden, maar geen invloed heeft op de vertegenwoordiging van de partij zelf. Daarnaast fungeert een kiesdistrict als een natuurlijke kiesdrempel omdat het een vastgesteld aantal zetels te verdelen heeft.

## Afweging
Het mechanisme van een kiesdrempel wordt vaak gebruikt om versplintering van het politieke landschap tegen te gaan. Een kiesdrempel helpt om een balans te vinden tussen het vertegenwoordigen van minderheden en het waarborgen van bestuurbaarheid. Door een te lage kiesdrempel kunnen veel kleine partijen zetels winnen, wat kan leiden tot instabiliteit, langdurige coalitievorming en zelfs democratische erosie.
Het vinden van de juiste hoogte voor de kiesdrempel is een uitdaging die afhangt van de politieke cultuur en de doelstellingen van het kiesstelsel. Een te hoge kiesdrempel kan bijdragen aan een democratisch tekort. De Parlementaire Vergadering van de Raad van Europa beveelt voor parlementsverkiezingen een kiesdrempel aan van maximaal drie procent. Het Europees Parlement herbergt meer dan 200 partijen en hanteert daarom een fractiedrempel van zo'n 3,2% die resulteert in 8 Europese fracties.

## Werking
Een kiesdrempel kan op verschillende manieren worden toegepast, waarbij elk land zijn eigen specifieke regels, uitzonderingen en mechanismen heeft die op unieke wijze kunnen worden gecombineerd. Bovendien zijn in sommige landen specifieke minderheden vrijgesteld van een kiesdrempel. Grofweg kan de onderstaande indeling worden gemaakt.

### Landelijk
Een landelijke kiesdrempel betekent dat een politieke partij een bepaald percentage van de stemmen op nationaal niveau moet behalen om in aanmerking te komen voor zetels in het parlement. Enkele voorbeelden hiervan zijn Denemarken (2% en 12 partijen in 2022), Griekenland (3% en 8 partijen in 2023) Israël (3,25% en 10 partijen in 2022), Oostenrijk en Slovenië (4%), Zweden (4% en 8 partijen in 2022), Polen en Letland (5%) en Turkije (7% en 3 lijstverbindingen in 2023). 

### Per coalitie
Sommige landen hanteren een kiesdrempel voor coalities om samenwerking te bevorderen. Italië is een voorbeeld van een land dat zo'n drempel hanteert: 3% voor partijen en 10% voor coalities. Slowakije hanteert 3 kiesdrempels: 5% voor losse partijen, 7% voor coalities van 2 of 3 partijen en 10% voor coalities van 4 of meer partijen.

### Per fractie
Het Europees Parlement hanteert een fractiedrempel voor politieke fracties die bepaalt of een fractie als volwaardig gezien wordt. Er is geen sprake van zetelverlies wanneer deze drempel niet wordt behaald. Fracties die meerdere partijen vertegenwoordigen functioneren als electorale coalities zonder dat er sprake is van partijfusie. Een fractie moet minimaal 23 parlementsleden hebben (ongeveer 3,2%), afkomstig uit ten minste 7 verschillende EU-lidstaten (25% van de kiesdistricten). Daarnaast zijn Italië, Spanje en Frankrijk voorbeelden van landen die een fractiedrempel hanteren.

### Per kiesdistrict
In eerste instantie fungeert een kiesdistrict zelf als een natuurlijke kiesdrempel, omdat een partij voldoende stemmen in dat district moet behalen om zetels te kunnen winnen. De hoogte van deze drempel hangt daarbij min of meer af van het aantal zetels dat in het district te verdelen is. Hoe meer zetels een kiesdistrict heeft, hoe lager de effectieve drempel is voor partijen om een zetel te bemachtigen. 
De politicoloog Arend Lijphart gebruikte de onderstaande formule om de natuurlijke drempel van een kiesdistrict te benaderen (waarbij Z het zetelaantal van het betreffende kiesdistrict is).
{\displaystyle Natuurlijke\ kiesdrempel\thickapprox {75 \over Z+1}}
In een kiesdistrict van 15 zetels betekent dit dat de effectieve drempel ongeveer 75/(15+1) ≈ 4,7% is, en bij 5 zetels ongeveer (75/(5+1) ≈ 12,5%.
Verder wordt in sommige landen een kiesdrempel toegepast die specifiek per kiesdistrict geldt. In dit systeem moet een kandidaat of partij in een specifiek district een bepaald percentage van de stemmen halen om daar zetels te krijgen. Een voorbeeld hiervan is België, waar een kiesdrempel van 5% geldt per kieskring.

### Bij vereffeningszetels
Noorwegen is een voorbeeld van een land dat geen landelijke kiesdrempel heeft voor het winnen van directe districtszetels in kieskringen, maar wel een drempel kent bij het verdelen van vereffeningszetels. Partijen moeten op nationaal niveau minimaal 4% van de stemmen halen om in aanmerking te komen voor deze compensatiezetels. Deze zetels worden verdeeld nadat de directe zetels per kiesdistrict zijn toegekend, met als doel de landelijke zetel-stemverhouding beter te weerspiegelen. 
Dit systeem zorgt ervoor dat kleine partijen die in specifieke districten sterk staan, toch directe zetels kunnen behalen, terwijl de landelijke drempel voor vereffeningszetels voorkomt dat te veel kleine partijen de nationale verhoudingen verstoren. Het doel is een stabiel parlement dat zowel nationale als regionale belangen recht doet, zonder dat het politieke landschap te versnipperd raakt. Dit gaat echter wel ten koste van de zetel-stemverhouding.

### Bij enkelvoudig overdraagbare stem
Bij het systeem van de enkelvoudig overdraagbare stem (Single Transferable Vote of STV) zoals in Ierland, worden er geen landelijke kiesdrempels gehanteerd, maar geldt er binnen kiesdistricten een zogenaamd quotum. Dit systeem functioneert door middel van preferentiestemmen, waarbij de stemmen van kiezers die hun eerste voorkeur op een partij hebben uitgebracht die niet genoeg stemmen haalt, worden doorgegeven aan hun volgende voorkeur. Hoewel er geen formele kiesdrempel is, kunnen de complexere rekenmethodes en de vereiste quota toch de facto drempels opleveren. Dit systeem zorgt voor een hoge mate van proportionaliteit en voorkomt dat stemmen verloren gaan.

## Duitsland
In Duitsland geldt een landelijke kiesdrempel van 5% voor de Bondsdag. Partijen die minder dan 5% van de stemmen op nationaal niveau behalen, komen niet in aanmerking voor zetels, tenzij ze in ten minste drie enkelvoudige kiesdistricten rechtstreeks een zetel weten te winnen. In 2021 resulteerde dit systeem in de vertegenwoordiging van zeven partijen in het parlement. Daarnaast behaalde de regionale partij Südschleswigscher Wählerverband (SSW) één zetel. Deze partij, die de belangen van de Noord-Friese en Deense minderheid in Sleeswijk-Holstein vertegenwoordigt, is vrijgesteld van de landelijke kiesdrempel.
Bij Europese verkiezingen gelden voor Duitsland inmiddels andere regels. Het Duitse grondwettelijk hof verklaarde op 26 februari 2014 de kiesdrempel van 5% voor de Europese Parlementsverkiezingen ongrondwettig. Dit leidde ertoe dat Duitsland bij de Europese verkiezingen van 2014 zonder kiesdrempel deelnam. In 2019 werd er vervolgens na veel discussie een kiesdrempel van 2% ingevoerd om versnippering tegen te gaan. Deze kiesdrempel zal voor het eerste toegepast worden bij de verkiezingen van 2029.

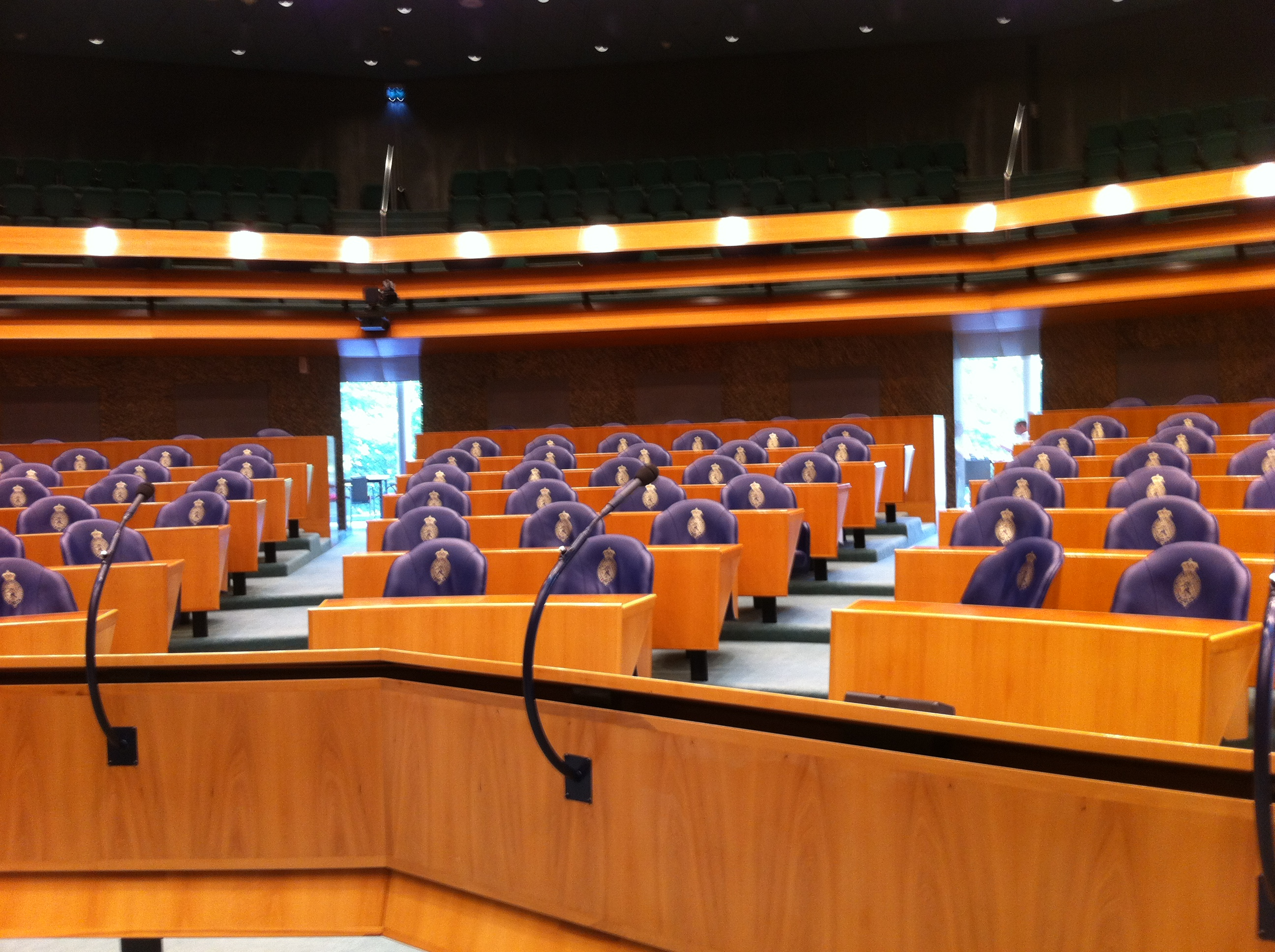
Nederland kent een kiesdrempel van 0,67% bij verkiezingen van de Tweede Kamer der Staten-Generaal.

## Nederland
Nederland kent formeel geen kiesdrempel, al is er wel een regel dat bij Tweede Kamerverkiezingen een partij die geen reguliere zetel heeft gehaald ook geen kans op een restzetel maakt, wat dus equivalent is aan een kiesdrempel van {\displaystyle {1 \over 150}} oftewel {\displaystyle {2 \over 3}} %. 
Voor kandidaten op een kieslijst geldt een kiesdrempel die gekoppeld is aan de kiesdeler. De kiesdeler is het totaal aantal uitgebrachte geldige stemmen gedeeld door het aantal beschikbare zetels in de Tweede Kamer (150 zetels). Om een voorkeurszetel te bemachtigen, moet een kandidaat minimaal een kwart van de kiesdeler behalen. Dit betekent dat als de kiesdeler bijvoorbeeld op 70.000 stemmen ligt, een kandidaat ten minste 17.500 voorkeursstemmen moet krijgen om direct in de Tweede Kamer te worden gekozen, zelfs als deze kandidaat te laag op de lijst staat.

## Overzicht België
In België geldt sinds de parlementsverkiezingen van 2003 een kiesdrempel van 5% die per kieskring geldt. Voor de Kamer van Volksvertegenwoordigers zijn er in België 11 kieskringen: één voor elke provincie en één voor Brussel-Hoofdstad. Bij gemeenteraadsverkiezingen wordt de methode-Imperiali gebruikt bij het berekenen van de zetelverdeling en bij alle andere verkiezingen de methode-D'Hondt.
Verklaring bij onderstaande tabel: de 'de facto bovengrens' is het percentage dat een politieke partij moet halen om zeker te zijn van 1 zetel. De 'de facto ondergrens' is het percentage dat een politieke partij een zetel kan opleveren afhankelijk van de score van de andere partijen. (Bijvoorbeeld: als er 2 kleine partijen zijn met een score van 4,8% en 5,8% in Limburg, dan zal de partij met 4,8% geen kans maken op een zetel en zo de de facto kiesdrempel verlagen tot 5,8%.)
| Vlaams Parlement                  | Vlaams Parlement | Vlaams Parlement           | Vlaams Parlement                | Vlaams Parlement                |
| kiesdistrict                      | zetels           | wettelijke kiesdrempel (%) | de facto ondergrens (%)         | de facto bovengrens (%)         |
| --------------------------------- | ---------------- | -------------------------- | ------------------------------- | ------------------------------- |
| Antwerpen                         | 33               | 5                          | 5                               | 5 (3)                           |
| Brussel-Hoofdstad                 | 6                | 5                          | 5 - 16,67                       | 16,67                           |
| Limburg                           | 16               | 5                          | 5 - 6,25                        | 6,25                            |
| Oost-Vlaanderen                   | 27               | 5                          | 5                               | 5 (3,7)                         |
| Vlaams-Brabant                    | 20               | 5                          | 5                               | 5                               |
| West-Vlaanderen                   | 22               | 5                          | 5                               | 5 (4,55)                        |
| Kamer van Volksvertegenwoordigers |                  |                            |                                 |                                 |
| Antwerpen                         | 24               | 5                          | 5                               | 5 (4,17)                        |
| Brussel-Hoofdstad                 | 15               | 5                          | 5 - 6,67                        | 6,67                            |
| Limburg                           | 12               | 5                          | 5 - 8,33                        | 8,33                            |
| Oost-Vlaanderen                   | 20               | 5                          | 5                               | 5                               |
| Vlaams-Brabant                    | 15               | 5                          | 5 - 6,67                        | 6,67                            |
| West-Vlaanderen                   | 16               | 5                          | 5 - 6,25                        | 6,25                            |
| Europees Parlement                |                  |                            |                                 |                                 |
| Nederlands kiescollege            | 13               | 5                          | 5 - 7,7                         | 7,7                             |
| Frans kiescollege                 | 8                | 5                          | 5 - 12,5                        | 12,5                            |
| Duitstalig kiescollege            | 1                | -                          | -                               | -                               |
| kiesdistrict                      | zetels           | wettelijke kiesdrempel     | de facto kiesdrempel ondergrens | de facto kiesdrempel bovengrens |